# A Fickle Sonance
A Fickle Sonance è un album di Jackie McLean, pubblicato dalla Blue Note Records nel novembre del 1962.

## Tracce
Lato A
1. Five Will Get You Ten – 7:06 (Sonny Clark)
2. Subdued – 5:54 (Jackie McLean)
3. Sundu – 4:54 (Sonny Clark)

Durata totale: 17:54
Lato B
1. A Fickle Sonance – 6:49 (Jackie McLean)
2. Enitnerrut – 5:47 (Tommy Turrentine)
3. Lost – 4:48 (Butch Warren)

Durata totale: 17:24

## Musicisti
- Jackie McLean - sassofono alto
- Tommy Turrentine - tromba
- Sonny Clark - pianoforte
- Butch Warren - contrabbasso
- Billy Higgins - batteria